# Adolf Verschueren
Adolf/Adolph[e] "Dolf"/"Dolph" Verschueren, född den 10 juni 1922 i Deurne, död den 30 april 2004 i Arendonk, var en belgisk tävlingscyklist som främst hade framgångar i stayer på 1950-talet och början på 1960-talet (trefaldig världsmästare och femfaldig europamästare), men dessförinnan även på landsväg (som andraplatser i Paris–Roubaix 1947 och i Liège–Bastogne–Liège 1949, samt en etappseger i Tour de Suisse 1949).
Adolf Verschueren var inte närmare släkt med Theo Verschueren som också hade framgångar i stayer (och på landsväg) något senare (under 1960/1970-talen).

## Meriter – landsväg
| 1945 4:a i Nationale Sluitingsprijs 8:a i Ronde van Limburg 10:a i Gent–Wevelgem 1946 9:a i Scheldeprijs 1947 Vinnare av Omloop van het Houtland 2:a i Paris–Roubaix 3:a i Schaal Sels | 1948 4:a i Liège–Bastogne–Liège 4:a i Paris–Roubaix 5:a i La Flèche Wallonne 8:a i Paris–Bryssel 1949 Vinnare av etapp 6 i Tour de Suisse 2:a i Liège–Bastogne–Liège 2:a i Bryssel–Bost 4:a i Kampenhout–Charleroi–Kampenhout |

## Meriter – bana
| 1952 Världsmästare i stayer 1953 Världsmästare i stayer 1954 Världsmästare i stayer 1951/1952 Europamästare i stayer 1952/1953 2:a i stayer vid Europamästerkapen 1953/1954 Europamästare i stayer 1953/1954 2:a i stayer vid Europamästerkapen 1954/1955 2:a i stayer vid Europamästerkapen 1956/1957 Europamästare i stayer 1958/1959 Europamästare i stayer 1960/1961 Europamästare i stayer | 1950 Belgisk mästare i stayer 1951 Belgisk mästare i stayer 1952 Belgisk mästare i stayer 1953 Belgisk mästare i stayer 1954 Belgisk mästare i stayer 1955 Belgisk mästare i stayer 1956 Belgisk mästare i stayer 1957 3:a i stayer vid Belgiska mästerskapen 1958 Belgisk mästare i stayer 1959 2:a i stayer vid Belgiska mästerskapen 1960 Belgisk mästare i stayer 1961 2:a i stayer vid Belgiska mästerskapen |